# Luci Juvenci Laterense
Luci Juvenci Laterense (en llatí Lucius Juventius Laterensis) va ser un militar romà. Pertanyia a la gens Juvència, una antiga família romana plebea originària de Túsculum.
Va ser legat a l'exèrcit de Quint Cassi Longí a la Hispània Citerior l'any 49 aC i va ser proclamat pretor pels soldats en la conspiració contra la vida de Cassi, al que els conspiradors pensaven que havien eliminat. Cassi Longí en realitat s'havia pogut escapar de les mans dels assassins i tot seguit va recuperar el control de la situació Llavors va fer executar a Luci Juni Laterense i als principals implicats en la conspiració.
No se sap quina relació tenia amb Marc Juvenci Laterense.